# Blew
『blew』（ブルー）は、上田浩恵通算2枚目のオリジナル・アルバム。1987年11月21日に発売された。

## 解説
A&R（アーティスト・アンド・レパートリー）は、国吉静治（ポニーキャニオン）。
4枚目のシングル「JEWERLY」と同時発売。
作家陣は、夏目純・崎谷健次郎・松尾清憲が前作に続き参加するが、ムーンライダースからは岡田徹のみ。今回はEPO・安部隆雄・村松邦男が新たに加わり、質の高い楽曲提供となった。
一口坂スタジオ、スタジオSOUND Inn、スタジオTake One、LDKスタジオ、河口湖スタジオにて収録。
レコーディングは飯尾芳史・坂東浩次・河野秀行。ミキシングは飯尾。
アーティスト・マネージメントは石塚幸一（ムーンライダーズ・オフィス）・大谷久美子（ポニーキャニオン）。
キャッチフレーズは、「風の星座の生まれです。」。
CDジャケットは、リーフレット2ページ。表紙は、画面中央にショートカットの上田が左頬杖を突いて、やや左下方に目線を送るアンニュイな表情の写真が配される。左端には上田と思われる後頭部から腰にかけての左側面シルエット写真が配されている。裏表紙は夕焼けのような背景の画面右側に上田の口顎部から腰にかけての左側面の写真が用いられている。アートワークは河合恭二（Via Bo,Rink）。フォトグラファーは海田俊二。ヘア・メイクアップは岡山ユキヒコ（Zusso）。衣装担当は伊藤郁子。
- JEWELRY
通算4枚目のシングル表題曲。
コンピレーション・アルバム『Some Woman,Some Story』にも収録。
ドラムは宮崎まさひろ、キーボードは中西康晴、
B-Vox（バックグラウンドボーカル）はEPO・上田浩恵、B-Vox編曲はEPO。
- DECEMBER
ドラムは江口信夫、キーボード、コンピューター・プログラミングは崎谷健次郎、ギターは鳥山雄司、ベースは美久月千晴、ストリングスはJoe Strings、B-Voxは崎谷健次郎・上田浩恵。
- もうすぐSUNSET
ドラムは上原ユカリ、キーボードは矢代恒彦、ギターは土方隆行、ベースは安部隆雄、B-Voxは上田浩恵。
- 潮風のバイオレンス
ドラムは宮崎まさひろ、キーボードは中西康晴、ギターは村松邦男、ベースは富倉安生、パーカッションは木村誠、B-VoxはEPO・上田浩恵、B-Vox編曲はEPO。
- WINDS OF LOVE
キーボード、コンピューター・プログラミングは崎谷健次郎、ギターは鳥山雄司、管楽器はJake・H・Concepcion、B-Voxは崎谷健次郎。
1989年、崎谷健次郎が「KISS OF LIFE」（作詞：有木林子）と改題した異詞同曲でセルフカヴァー。
オリジナルアルバム『KISS OF LIFE』に収録。
- PRESENTATION
通算4枚目のシングル収録曲。
ドラムは宮崎まさひろ、キーボードは中西康晴、ギターは佐橋佳幸、ベースは安部隆雄、管楽器はJake・H・Concepcion、B-Voxは上田浩恵。
- SUNSET'S IN YOUR EYES
ドラムは上原ユカリ、キーボードは小林隆一、ギターは鈴木智文、ベースは安部隆雄、パーカッションは木村誠、B-Voxは岩本章子・上田浩恵。
- HE IS MY TROUBLE MAKER
コンピレーション・アルバム『Some Woman,Some Story』にも収録。
ドラムは宮崎まさひろ、キーボードは矢代恒彦、ギターは村松邦男、ベースは富倉安生、B-VoxはEPO・上田浩恵、B-Vox編曲はEPO。
- ディ・ド・ナウ
ドラムは上原ユカリ、キーボードは小林隆一、ギターは大木雄司、ベースは安部隆雄、B-Voxは上田浩恵。
- A BLANK IN　TIME
ドラムは上原ユカリ、キーボードは羽毛田丈史、ギターは鈴木智文、ベースは安部隆雄、サックスは昼田洋二、B-Voxは上田浩恵。
- 東京・DAY DREAM
ドラムは江口信夫、キーボード、コンピューター・プログラミングは崎谷健次郎、ギターは吉川忠英、ベースは美久月千晴。

## 収録曲
1. JEWELRY
作詞：吉田美奈子　作曲：EPO　編曲：村松邦男
2. DECEMBER
作詞：夏目純　作曲・編曲：崎谷健次郎
3. もうすぐSUNSET
作詞：朝倉恭子　作曲：岡田徹　編曲:安部隆雄
4. 潮風のバイオレンス
作詞・作曲：EPO　編曲：村松邦男
5. WINDS OF LOVE
作詞：夏目純　作曲・編曲：崎谷健次郎
6. PRESENTATION
作詞：吉澤久美子　作曲・編曲：安部隆雄
7. SUNSET'S IN YOUR EYES
作詞：夏目純　作曲：松尾清憲　編曲：安部隆雄
8. HE IS MY TROUBLE MAKER
作詞・作曲：EPO　編曲：村松邦男
9. ディ・ド・ナウ
作詞：吉澤久美子　作曲：西田一隆　編曲：安部隆雄
10. A BLANK IN　TIME
作詞：夏目純　作曲：岡田徹　編曲：安部隆雄
11. 東京・DAY DREAM
作詞：柴山俊之 　作曲・編曲：崎谷健次郎

## 関連作品
- 『KISS OF LIFE』 - 崎谷健次郎の通算3枚目のアルバム（1989年）。「KISS OF LIFE」（「WINDS OF LOVE」の異詞同曲）収録。